# Świdnica (województwo podkarpackie)
Świdnica – przysiółek w Polsce położony w województwie podkarpackim, w powiecie lubaczowskim, w gminie Horyniec-Zdrój.
W latach 1975–1998 miejscowość położona była w województwie przemyskim.
Wierni Kościoła rzymskokatolickiego należą do parafii Niepokalanego Poczęcia Najświętszej Maryi Panny w Horyńcu-Zdroju.